# Leptophyllum caucasicum
Leptophyllum caucasicum är en mångfotingart som beskrevs av Carl Graf Attems 1901. Leptophyllum caucasicum ingår i släktet Leptophyllum och familjen kejsardubbelfotingar. Inga underarter finns listade i Catalogue of Life.